# The Stink of Flesh
The Stink of Flesh è un film del 2005, diretto da Scott Phillips.